# Nembe City FC
Maillots
Nembe City FC est un club nigérian basé de football à Nembe.
En 2014, il évolue en première division du championnat nigérian.